# Darja Strokous
Darja Vladimirovna Strokous (rusky Дарья Владимировна Строкоус; * 25. září 1990 v Moskvě Rusko (dříve ještě Sovětský svaz) je ruská modelka, filmová herečka a fotografka..

## Životopis
Narodila se 25. září 1990 v Moskvě jako dcera Vladimira Strokouse, prominentního podnikatele ve městě a matky Olgy Strokousové. Zanedlouho po jejím narození se ona a její rodina přestěhovala do Beninu v Africe, kde žila a studovala do svých pěti let. Má sestru Elenu. Darja mluví rusky a anglicky. Na Lomonosovově univerzitě v Moskvě studovala žurnalistiku.

## Modeling
V červenci 2007 debutovala během akce Fashion Week v Miláně a Paříži. Absolvovala také přehlídku Prada show v Miláně. V Magazine ji zařadil mezi Top 10 modelek roku 2008, New York Magazine ji označil jako jednu z „Top 10 pohledných modelek“ a je držitelkou titulu Today's Top Model z Milána.
Daria Strokous se objevuje na stránkách W, Vogue UK, V, stejně jako v mnoha magazínech jako je Marie Claire a řada dalších.